# Guy Paquinet
Guy Paquinet (* 13. Oktober 1903 in Tours; † 5. Januar 1981 in La Selle-sur-le-Bied, Département Loiret) war ein französischer Jazz-Posaunist und Bandleader.
Guy Paquinet, der häufig mit Tommy Dorsey verglichen wurde, war einer der führenden Posaunisten des französischen Vorkriegsjazz. Nach seinem Studium am Konservatorium in  Paris begann er ab 1925 als Berufsmusiker zu arbeiten. Er spielte in diesen Jahren in den Tanzlokalen der Stadt, wie im Paradis, dem Palais Pompeien und dem Chateau und Caveau Caucasiens 1926 spielte er mit André Ekyan und Gaston Lapeyronie im Orchester Don Parker, das bis 1930 Tanzband im  Lido war. Um 1926/27 arbeitete er im Orchester von Fred Mele, das ein Engagement im Moulin Rouge hatte, mit dem auch Paquinets erste Aufnahmen für Pathé entstanden. Anfang der 1930er Jahre spielte er bei Grégor et ses Grégoriens, die u. a. im Olympia auftraten. 
1935 spielte er bei Michel Warlop und wirkte auch bei den Aufnahmen des Warlop-Orchesters mit Coleman Hawkins und Django Reinhardt mit. Unter der Bandbezeichnung Patrick et son Jazz leitete und arrangierte Paquinet die Session vom 3. März 1935 (From You) mit Reinhardt und weiteren Musikern, wie Alix Combelle, Noël Chiboust, André Ekyan und Joseph Reinhardt.
1937 gehörte er dem Orchester von Ray Ventura an; 1940 spielte er – zusammen mit seinem 13-jährigen Sohn André – bei Raymond Legrand, und wirkte bei Aufnahmen von Alix Combelle für Pathé und von Django Reinhardt mit (Daphne). 1941 trat er mit Léo Chauliac und Michel Warlop im Salle Gaveau auf. In dieser Zeit hatte er mit eigenem Orchester ein Engagement in der Villa d’ Este als Guy Paquinet, son trombone et son orchestre, mit dem er auch im Salle Pleyel gastierte. Im September 1941 trat er beim Grand Festival Swing auf. Von 1945 bis 1947 spielte er erneut bei  Ray Ventura. 1947 wirkte er bei einer Plattensession von Django Reinhardt (Minor Blues) mit der Hausband des Bœuf sur le toit mit. Im Februar 1953 nahm er ein letztes Mal mit Reinhardt auf (Fine and Dandy).
Im Laufe seiner Karriere spielte Paquinet auch mit Hubert Rostaing und Philippe Brun (Bouncin’ Around, 1938 bei Swing).

## Diskographische Hinweise
- Le Jazz en France Vol. 9 - Pionniers du Jazz Francais 1906-1931 (Pathe)
- Le Jazz en France Vol. 12 - Philippe Brun 1930-1938 (Pathe)
- Le Jazz en France Vol. 13 - Alix Combelle 1937-1940, Tome 1 (Pathe)
- Django Reinhardt: Pêche à la Mouche: The Great Blue Star Sessions 1947/1953